# وفاء تارنوفسكا
وفاء تارنوفاسكا (بالإنجليزية: Wafa Tarnowaska) هي كاتبة، ومترجمة، وراوية قصص لبنانية الأصل وبولونية الجنسية تقسم حياتها بين أوروبا والشرق الأوسط وتعتبر نفسها جسراً بين الشرق والغرب، وفتحت نافذة على العالم العربي عن طريق إعادة كتابة ثماني قصص من قصص ألف ليلة وليلة .عاشت وفاء وعملت في أستراليا، الهند، قبرص، بولندا، ودبي وحالياً مقيمة وتعمل في المملكة المتحدة.
وتُرجمت قصصها من ألف ليلة وليلة إلى العربية، والفرنسية، والكورية، والهولندية، والبرتغالية، والإسبانية. وتترجم وفاء المسرحيات من العربية إلى الإنجليزية، إضافة إلى ترجمة الأفلام التلفزيونية الوثائقية. أحدث مسرحياتها المترجمة من العربية، باللهجة السورية، “حبك نار”، التي تم عرضها في أغسطس 2017 في مهرجان إدنبره فرينج.كما ترجمت العديد من كتب الأطفال من العربية إلى الإنجليزية، ونشرتها دار نشر (مانترا لينغوا).
عملت وفاء أيضاً كمذيعة ومحاضرة، كما ترجمت أفلام وثائقية عديدة للبي بي سي وحاز واحد منهم على جائزة أفضل وثائقي في مهرجان كان للأفلام عام 2019.

## كتب
كتاب ألف ليلة، دار كلمات للنشر والتوزيع

## جوائز
حصلت على جائزة إيسوب أكولاد من جمعية الفولكلور الأمريكية، والميدالية الذهبية لجائزة مون بيم، وجائزة مجلة سميثسونيان للكتاب المتميز للأطفال في عام 2011.

## وصلات خارجية
الموقع الرسمي لوفاء تارنوفاسكا